# Yaso (Huesca)
Yaso es una localidad española perteneciente al municipio de Bierge, en el Somontano de Barbastro, provincia de Huesca (Aragón). 
Sus localidades más cercanas son Morrano por el este y Bastarás por el oeste, a las cuales se accede por la carretera A-1227.
Fue un antiguo señorío de la familia Cabrero, saga ennoblecida en el 1420 por el rey Alfonso V el Magnánimo. Juan Cabrero de Paternoy fue consejero del rey Fernando el Católico y tuvo gran influencia para que Cristóbal Colón hiciera el viaje a América.

## Monumentos
- Parroquia dedicada a San Andrés Apóstol.